# Mario Benedetti
Mario Benedetti (Paso de los Toros, 1920. szeptember 14. – Montevideo, 2009. május 17.) uruguayi író, költő, újságíró. a latin-amerikai irodalom egyik legtermékenyebb kortárs szerzője. Több mint nyolcvan kötete jelent meg, csak a La tregua című regénye 150 kiadást ért meg, huszonöt nyelvre fordították, könyveinek eladott példányszáma meghaladja a kétmilliót.

## Életpályája
Apja Brenno Benedetti, anyja Matilde Farugia. A montevideói Német Intézetben és a Miranda líceumban nevelkedett, majd gyorsíróként, könyvelőként, köztisztviselőként és újságíróként dolgozott. Később Buenos Airesben élt, majd 1945-ben visszatért Montevideóba, és a legendás Marcha folyóirat szerkesztőségi tagja lett. 1974-ig publikált a lapban. A negyvenes években jelent meg első verseskötete, esszégyűjteménye és novelláskötete is. 1946-ban megnősült, felesége Luz López Alegre. 1953-ban adták ki első regényét. Az 1959-ben megjelent Montevideanos című novelláskötetével a latin-amerikai irodalom meghatározó alakjává vált. Második regényével, a La tregua-val (1960) nemzetközi sikert ért el, a regény alapján mozifilm, színdarab, rádió- és tévéjáték készült. 1973-ban a katonai diktatúra száműzetésbe kényszerítette. A következő tizenkét évet Argentínában, Peruban, Kubában és Spanyolországban töltötte. 1983-ban tért vissza Uruguayba. 2009. május 17-én, 18 órakor hunyt el montevideói otthonában. A kormány nemzeti gyászt rendelt el tiszteletére.

## Művei

### Novellák
- Esta mañana y otros cuentos (1949)
- Montevideanos (1959)
- Datos para el viudo (1967)
- La muerte y otras sorpresas (1968)
- Con y sin nostalgia (1977)
- La Casa Y El Ladrillo (Compilación de versos y cuentos. 1977)
- Geografías (Compilación de cuentos y poemas. 1984)
- Recuerdos olvidados (1988)
- La vecina orilla
- Despistes y franquezas (Compilación de cuentos y poemas. 1989)
- Buzón de tiempo (1999)
- El porvenir de mi pasado (2003)

### Színdarabok
- El reportaje (1958)
- Ida y vuelta (1963)
- Pedro y el Capitán (1979)
- El viaje de salida (2008)

### Regények
- Quién de nosotros (1953)
- La tregua (1960)
- Gracias por el fuego, 1965. (Köszönöm a tüzet, uram, 1975)
- El cumpleaños de Juan Ángel (verses regény. 1971)
- Primavera con una esquina rota (1982)
- Geografías (1984)
- Las soledades de Babel (1991)
- La borra del café (1992)
- Andamios (1996)

### Versek
- La víspera indeleble (1945)
- Sólo mientras tanto (1950)
- Te quiero (1956)
- Poemas de la oficina (1956)
- Poemas del hoyporhoy (1961)
- Inventario uno (1963)
- Noción de patria (1963)
- Cuando eramos niños (1964)
- Próximo prójimo (1965)
- Contra los puentes levadizos (1966)
- A ras de sueño (1967)
- Quemar las naves (1969)
- Letras de emergencia (1973)
- Poemas de otros (1974)
- La casa y el ladrillo (1977)
- Cotidianas (1979)
- Viento del exilio (1981)
- Preguntas al azar (1986)
- Yesterday y mañana (1987)
- Ex presos (1980)
- Canciones del más acá (1988)
- Las soledades de Babel (1991)
- Inventario dos (1994)
- El amor, las mujeres y la vida (1995)
- El olvido está lleno de memoria (1995)
- La vida ese paréntesis (1998)
- Rincón de Haikus (1999)
- El mundo que respiro (2001)
- Insomnios y duermevelas (2002)
- Inventario tres (2003)
- Existir todavía (2003)
- Defensa propia (2004)
- Memoria y esperanza (2004)
- Adioses y bienvenidas (2005)
- Canciones del que no canta (2006)
- Testigo de uno mismo (2008)

### Esszék
- Peripecia y novela (1946)
- Marcel Proust y otros ensayos (1951)
- El país de la cola de paja (1960)
- Literatura uruguaya del siglo XX (1963)
- Letras del continente mestizo (1967)
- El escritor latinoamericano y la revolución posible (1974)
- Notas sobre algunas formas subsidiarias de la penetración cultural (1979)
- El desexilio y otras conjeturas (1984)
- Cultura entre dos fuegos (1986)
- Subdesarrollo y letras de osadía (1987)
- La cultura, ese blanco móvil (1989)
- La realidad y la palabra (1991)
- Perplejidades de fin de siglo (1993)
- El ejercicio del criterio (1995)
- Vivir adrede (2007)
- Daniel Viglietti, desalambrando (2007)

### Magyarul
- Köszönöm a tüzet, uram; ford. Békéssy Gábor, utószó Szőnyi Ferenc; Európa, Bp., 1975 (Modern könyvtár)

## Díjai
A nyolcvanas évektől több díjjal is elismerték költészetét és regényeit: az Amnesty International Arany Láng díja, 1987; Zsófia királynő díj az iberoamerikai költészetért, 1999; Nemzetközi Menéndez Pelayo díj, 2005. A regényéből készült filmet 1974-ben a legjobb idegen nyelvű film kategóriájában Oscar-díjra jelölték.

## Könyvek az íróról
- Paoletti, Mario. El aguafiestas: una biografía de Benedetti. Alfaguara, 1996, Madrid
- Campanella, Hortensia. Mario Benedetti, Un mito discretísimo, Alfaguara, 2009, Madrid

## Fordítás
- Ez a szócikk részben vagy egészben  a   Mario Benedetti című spanyol Wikipédia-szócikk fordításán alapul.  Az eredeti cikk szerkesztőit annak laptörténete sorolja fel. Ez a jelzés csupán a megfogalmazás eredetét és a szerzői jogokat jelzi, nem szolgál a cikkben szereplő információk forrásmegjelöléseként.